# HD 20868
HD 20868は、地球からろ座の方向に約160光年離れた位置にある10等級の恒星である。

## 概要
| 太陽 | HD 20868  |
| ---- | --------- |
| 太陽 | Exoplanet |

HD 20868は太陽の約4分の3ほどの質量と半径を持ち、光度は約4分の1程度である。SIMBADではHD 20868はK型主系列星もしくは橙色巨星としているが、2009年に後述の惑星HD 20868 bの発見を報告したMoutouらは準巨星としている。
2008年に、太陽系外惑星観測装置HARPSによって行われたドップラー分光法（視線速度法）による観測でHD 20868を公転する太陽系外惑星HD 20868 bが発見され、2009年に発見論文が発表された。HD 20868 bは離心率0.75という極めて歪んだ楕円軌道を1年強の公転周期で公転しており、少なくとも木星の2倍の質量を持つ。
| 名称 （恒星に近い順） | 質量            | 軌道長半径 （天文単位） | 公転周期 (日) | 軌道離心率   | 軌道傾斜角 | 半径 |
| --------------------- | --------------- | ----------------------- | ------------- | ------------ | ---------- | ---- |
| b (Baiduri)           | ≥1.99 ± 0.05 MJ | 0.947 ± 0.012           | 380.85 ± 0.09 | 0.75 ± 0.002 | —          | —    |

## 名称
2019年、世界中の全ての国または地域に1つの系外惑星系を命名する機会を提供する「IAU100 Name ExoWorldsプロジェクト」において、HD 20868系はマレーシアに割り当てられる惑星系となった。このプロジェクトは、「国際天文学連合100周年事業」の一環として計画されたイベントの1つで、マレーシア国内での選考と国際天文学連合 (IAU) への提案を経て、太陽系外惑星とその母星に固有名が承認されるものであった。2019年12月17日、IAUから最終結果が公表され、HD 20868はIntan、HD 20868 bはBaiduriと命名された。Intanは、マレー語で「ダイヤモンド」を意味する言葉で、恒星の輝きを彷彿とさせる。Baiduriは、マレー語で「オパール」を意味する言葉で、惑星の神秘的な美を暗示する。